# Dmitri Fjodorowitsch Seliwanow

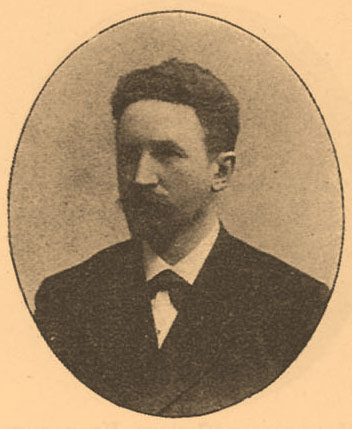
Dmitri Fjodorowitsch Seliwanow

Dmitri Fjodorowitsch Seliwanow, (russisch Дмитрий Фёдорович Селиванов; * 5. Februarjul. / 17. Februar 1855greg. in Gorodischtsche; † 5. April 1932 in Prag) war ein russischer Mathematiker in Sankt Petersburg. Er publizierte im deutschen Sprachgebiet als Demetrius Seliwanoff. Er ist bekannt für sein Lehrbuch über Differenzenrechnung.

## Leben
Seliwanow wurde im Gouvernement Pensa in eine adlige Familie geboren, der Vater war Kreisadelsmarschall und Friedensrichter. Er besuchte das Realgymnasium in Pensa und studierte dann Mathematik und Physik an der Universität Sankt Petersburg unter anderem bei Pafnuti Lwowitsch Tschebyschow. 1878 machte er seinen Abschluss und ging 1880/81 zum weiteren Studium nach Paris (bei Charles Hermite) und Berlin (bei Karl Weierstraß, Leopold Kronecker). Dort befreundete er sich auch mit Mathematikern wie Kurt Hensel, Carl Runge, Adolf Kneser und trat dem Berliner Mathematischen Verein bei, dessen Sitzungen in einem Café auch Sofia Kowalewskaja häufig beiwohnte. 1885 erfolgte seine Magister-Dissertation in Sankt Petersburg  („Zur Theorie der algebraischen Auflösung von Gleichungen“). 1885 habilitierte er sich und wurde Privatdozent an der Sankt Petersburger Universität, was er, da er nicht in Provinz-Universitäten wechseln wollte, über 20 Jahre lang blieb.  Gleichzeitig hielt er Vorlesungen am Sankt Petersburger Technologischen Institut von 1888 bis 1900, und ab 1889 an der Bestuchowschken Frauenuniversität, wo er auch seine Frau kennenlernte (Jelena Pawlowna Podaschewski, Heirat 1908), die bei ihm studierte. 1890 erhielt er den russischen Doktortitel in Moskau (über die Auflösung von Gleichungen 5. Grades mit ganzen Koeffizienten). 1905 wurde er außerordentlicher Professor und 1906 ordentlicher Professor an der Universität Sankt Petersburg. Nach der Oktoberrevolution wurde er im Herbst 1922 verhaftet und auf einem „Philosophenschiff“ ausgewiesen (nach eigenen Worten, da er nicht in „roter Weise“ Mathematik unterrichten konnte und wollte). Er ging nach Prag, wo mit Unterstützung der tschechoslowakischen Regierung eine russische Exiluniversität bestand. In seinen letzten Lebensjahren verarmte er.

## Werk
Seliwanow beschäftigte sich in der Nachfolge französischer Mathematiker (wie Evariste Galois und Camille Jordan) mit der expliziten algebraischen Auflösung von Gleichungen, wo ihm einige Vereinfachungen gelangen. Seine Arbeiten wurden von Hermite gelobt, ebenso wie seine erste Veröffentlichung, in der er die Differenzierbarkeit eines unbestimmten Integrals nach einem Parameter mit dessen gleichmäßiger Konvergenz (damals von Weierstraß neu eingeführt) in Verbindung brachte (Sur les intégrales définies uniformément convergentes, Bulletin Soc. Math. de France 1882). Er veröffentlichte 1904 bei Teubner in Leipzig ein „Lehrbuch der Differenzenrechnung“ (auch in Russisch und Tschechisch erschienen) und schrieb 1901 dazu einen Artikel in der Enzyklopädie der mathematischen Wissenschaften. Ein Buch über Differenzenrechnung war schon 1891 von Andrei Andrejewitsch Markow, außerordentlicher Professor in Sankt Petersburg, veröffentlicht worden, in deutscher Übersetzung 1896 erschienen, auf dem Seliwanow aufbaute.
Neben seinem Lehrbuch der Differenzenrechnung erschien auch Die Grundlagen der Arithmetik 1923 in Berlin im Verlag von Grschebin.

## Schriften
- Lehrbuch der Differenzenrechnung, B. G. Teubner, Leipzig 1904